# 吉羅冰原島峰
82°13′S 42°2′W / 82.217°S 42.033°W
吉羅冰原島峰（英語：Giró Nunatak）是南極洲的冰原島峰，位於伊利沙伯女皇地，處於瓦卡冰原島峰西北面7公里，屬於阿根廷山脈中潘扎里尼山的一部分，美國地質調查局根據測量和該國海軍的空中照片繪入地圖，現時由南極條約體系管理。